# Jersey Joe Walcott
Jersey Joe Walcott, all'anagrafe Arnold Raymond Cream (Merchantville, 31 gennaio 1914 – Newton, 25 febbraio 1994), è stato un pugile statunitense.
Fu campione del mondo dei pesi massimi dal 18 luglio 1951, battendo Ezzard Charles per KO al 7º round, al 23 settembre 1952, quando fu sconfitto da Rocky Marciano per KO al 13º round.

## Biografia
Afroamericano, figlio di immigrati provenienti da Saint Thomas, il padre morì quando egli aveva 13 anni, per cui abbandonò la scuola e iniziò a lavorare in una fabbrica per sostenere la madre e le 11 sorelle.
Nello stesso periodo iniziò a frequentare gli allenamenti di pugilato, prendendo presto il nome del suo idolo Barbados Joe Walcott, il campione dei pesi welter proveniente dalle Barbados, per differenziarlo dal quale fu chiamato "Jersey", dallo Stato in cui era nato.

### Carriera
Debuttò come professionista il 9 settembre del 1930, contro tale Cowboy Wallace, che fu messo immediatamente KO, al 1º round. Dopo cinque vittorie vinte sempre per KO, nel 1933 subì la sua prima sconfitta, a Filadelfia, dove fu battuto ai punti da Henry Taylor, un discreto pugile che Walcott aveva già sconfitto per KOT in un precedente incontro.
Prima di arrivare ad essere lo sfidante al mondiale dei pesi massimi, Walcott percorse una lunga carriera durante la quale incontrò pugili di grande mestiere, come Tiger Jack Fox, da cui fu battuto ai punti nel 1938, o come il mastodontico Abe Simon, che lo sovrastava di 10 cm e di oltre 30 kg di peso, che gli inflisse un KO nel 1940. Oppure campioni come Jimmy Bivins, che Walcott batté ai punti nel 1946, anno che concluse con due sconfitte ai punti ad opera del futuro campione mondiale dei mediomassimi, l'italoamericano Joey Maxim, e di Elmer Ray. Walcott sconfisse poi entrambi gli avversari, ai punti, nelle rivincite disputate l'anno seguente, conquistando il diritto di sfidare, il 5 dicembre 1947, a 33 anni, il coetaneo Joe Louis per il campionato mondiale dei massimi. Walcott inflisse a Louis due atterramenti, al 1º e al 4º round, ma al termine delle 15 riprese fu dato per sconfitto ai punti. La maggior parte degli spettatori e dei giornalisti disse che Walcott avrebbe meritato la vittoria.
Il 25 giugno 1948 fu disputata la rivincita, di nuovo con il titolo mondiale in palio, ma Louis prevalse ancora, questa volta per KO all'11º round.

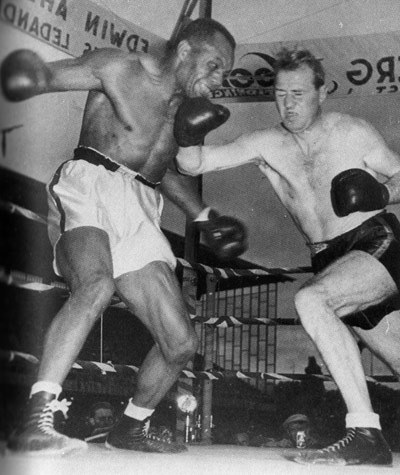
Walcott vs. Tandberg, 1949

Il 22 giugno del 1949, Walcott ebbe una terza possibilità di diventare campione del mondo dei pesi massimi, quando lui e Ezzard Charles si scontrarono per il titolo vacante lasciato da Louis. Prevalse ai punti Charles, che divenne il nuovo campione mondiale dei massimi.
Walcott, deluso ma ancora estremamente combattivo, nel 1950 vinse 4 incontri su 5, di cui 3 per KO, di cui uno inflitto ad un giovane Harold Johnson, che nel 1961 avrebbe conquistato il titolo mondiale dei mediomassimi.
Il 7 marzo del 1951 fu disputata la rivincita contro il campione del mondo dei massimi Ezzard Charles, ma Walcott perse ai punti.
Il 18 luglio dello stesso anno, a Pittsburgh, di nuovo e per la quinta volta, Walcott ritentò la conquista del titolo mondiale.
Al 7º round di un incontro epico, Ezzard Charles fu atterrato in modo definitivo, e Walcott divenne finalmente, all'età di 37 anni, campione mondiale dei pesi massimi.
Il 5 giugno 1952 Walcott difese il titolo contro Charles, a cui spettava la rivincita, battendolo ai punti in 15 riprese.
Le sfide tra Walcott e Charles furono 4 in tutto, sempre con il titolo dei massimi in palio: 2 furono vinte da Charles ai punti e 2 da Walcott, una per KO e una ai punti.
Nella seguente difesa del titolo, 23 settembre 1952, Walcott incrociò la propria strada con quella del leggendario pugile italoamericano Rocky Marciano. Walcott atterrò Marciano nel corso del 1º round e rimase in vantaggio per quasi tutto il resto del match, finché Marciano iniziò ad attaccarlo e, al 13º round, con uno dei più tremendi diretti destri della storia del pugilato, lo mise KO, conquistando così il titolo che avrebbe mantenuto, imbattuto, per i seguenti 4 anni.
La rivincita fu combattuta il 15 maggio 1953, a Chicago, in un incontro senza storia a cui Marciano mise fine immediatamente, con un KO al 1º round.
Walcott detenne per lungo tempo il record di essere stato il pugile più vecchio ad aver vinto il mondiale dei massimi, a 37 anni, battuto solo nel 1994 dal quarantacinquenne George Foreman.

### Dopo la boxe
Nel 1956 partecipò come attore nel film sul pugilato Il colosso d'argilla (The Harder They Fall) con Humphrey Bogart e Max Baer.
Nel 1963 tentò la strada del wrestling professionistico, perdendo contro Lou Thesz.
Nel 1965, senza alcuna esperienza, fu scelto per arbitrare il rematch Muhammad Ali vs. Sonny Liston, evitato da tutti gli arbitri di professione. La sua direzione fu oggetto di severe critiche. Al minuto 1:44, il campione del mondo colpì l'avversario con un colpo d'incontro apparentemente innocuo, passato alla storia come il cosiddetto pugno fantasma (the phantom punch). Liston rimase al tappeto apparentemente tramortito. Ali invece di andare al suo angolo e attendere il conteggio si mise a insultare l'avversario al tappeto. Nel frattempo il cronometrista a bordo ring, Francis Mc Donough, aveva dato inizio al regolare conteggio. Walcott perse tempo a frenare le esternazioni di Muhammad Ali e Liston ne approfittò per indugiare a rialzarsi. Quando lo fece Walcott fece riprendere il match. In un secondo momento, su segnalazione di uno dei giornalisti a bordo ring, Nat Fleischer, editore della rivista The Ring e del cronometrista, Walcott si rese conto che Liston si era rialzato dopo i dieci secondi conteggiati dal cronometro. Sospese quindi il combattimento dichiarando Ali vincitore per KO a 2:12 della prima ripresa. Il pubblico, certo di una combine, iniziò a protestare e gli strascichi di tale ipotesi si trascineranno per decenni. 
Walcott divenne sceriffo della contea di Camden nel 1972 e poi presidente del New Jersey Athletic dal 1975 fino al 1984, quando si dimise per aver raggiunto i limiti di età (70 anni)
Morì nel 1994 a Camden, a 5 km di distanza dalla cittadina del New Jersey in cui era nato 80 anni prima.

## Riconoscimenti
La International Boxing Hall of Fame lo ha riconosciuto fra i più grandi pugili di ogni tempo.
Match dichiarati Ring Magazine fight of the year:
- 1951 - Jersey Joe Walcott KO 7 Ezzard Charles III
- 1952 - Rocky Marciano   KO 13 Jersey Joe Walcott I

## Risultati nel pugilato
| N. | Risultato | Record  | Avversario        | Tipo | Round, tempo  | Data              | Località                                                 | Note                                                            |
| -- | --------- | ------- | ----------------- | ---- | ------------- | ----------------- | -------------------------------------------------------- | --------------------------------------------------------------- |
| 71 | Sconfitta | 51–18–2 | Rocky Marciano    | KO   | 1 (15), 2:25  | 15 maggio 1953    | Chicago Stadium, Chicago, Illinois, U.S.                 | Per i titoli The Ring e Lineare dei pesi massimi                |
| 70 | Sconfitta | 51–17–2 | Rocky Marciano    | KO   | 13 (15), 0:43 | 23 settembre 1952 | Municipal Stadium, Filadelfia, Pennsylvania, U.S.        | Perde titoli The Ring e Lineare dei pesi massimi                |
| 69 | Vittoria  | 51–16–2 | Ezzard Charles    | UD   | 15            | 5 giugno 1952     | Municipal Stadium, Filadelfia, Pennsylvania, U.S.        | Mantiene titoli The Ring e Lineare dei pesi massimi             |
| 68 | Vittoria  | 50–16–2 | Ezzard Charles    | KO   | 7 (15), 0:55  | 18 luglio 1951    | Forbes Field, Pittsburgh, Pennsylvania, U.S.             | Vince titoli NBA, The Ring e Lineare dei pesi massimi           |
| 67 | Sconfitta | 49–16–2 | Ezzard Charles    | UD   | 15            | 7 marzo 1951      | Olympia, Detroit, Michigan, U.S.                         | Per i titoli NBA, The Ring e Lineare dei pesi massimi           |
| 66 | Sconfitta | 49–15–2 | Rex Layne         | UD   | 10            | 24 novembre 1950  | Madison Square Garden, New York City, New York, U.S.     |                                                                 |
| 65 | Sconfitta | 49–14–2 | Hein ten Hoff     | UD   | 10            | 28 maggio 1950    | Rhein-Neckar-Stadion, Mannheim, Germania Est             |                                                                 |
| 64 | Vittoria  | 48–14–2 | Johnny Shkor      | KO   | 1 (10), 1:34  | 13 marzo 1950     | Philadelphia Arena, Filadelfia, Pennsylvania, U.S.       |                                                                 |
| 63 | Vittoria  | 47–14–2 | Omelio Agramonte  | TKO  | 7 (10), 2:11  | 3 marzo 1950      | Madison Square Garden, New York City, New York, U.S.     |                                                                 |
| 62 | Vittoria  | 46–14–2 | Harold Johnson    | KO   | 3 (10), 1:03  | 8 febbraio 1950   | Philadelphia Arena, Filadelfia, Pennsylvania, U.S.       |                                                                 |
| 61 | Vittoria  | 45–14–2 | Olle Tandberg     | TKO  | 5 (12), 2:30  | 14 agosto 1949    | Råsunda Stadium, Stoccolma, Svezia                       |                                                                 |
| 60 | Sconfitta | 44–14–2 | Ezzard Charles    | UD   | 15            | 22 giugno 1949    | Comiskey Park, Chicago, Illinois, U.S.                   | Per il titolo vacante NBA, The Ring, e Lineare dei pesi massimi |
| 59 | Sconfitta | 44–13–2 | Joe Louis         | KO   | 11 (15)       | 25 giugno 1948    | Yankee Stadium, New York City, New York, U.S.            | Per i titoli The Ring e Lineare dei pesi massimi                |
| 58 | Sconfitta | 44–12–2 | Joe Louis         | SD   | 15            | 5 dicembre 1947   | Madison Square Garden, New York City, New York, U.S.     | Per i titoli The Ring e Lineare dei pesi massimi                |
| 57 | Vittoria  | 44–11–2 | Joey Maxim        | SD   | 10            | 23 giugno 1947    | Gilmore Field, Los Angeles, California, U.S.             |                                                                 |
| 56 | Vittoria  | 43–11–2 | Elmer Ray         | MD   | 10            | 4 marzo 1947      | Burdine Stadium, Miami, Florida, U.S.                    |                                                                 |
| 55 | Vittoria  | 42–11–2 | Joey Maxim        | MD   | 10            | 6 gennaio 1947    | Convention Hall, Filadelfia, Pennsylvania, U.S.          |                                                                 |
| 54 | Sconfitta | 41–11–2 | Elmer Ray         | SD   | 10            | 15 novembre 1946  | Madison Square Garden, New York City, New York, U.S.     |                                                                 |
| 53 | Sconfitta | 41–10–2 | Joey Maxim        | PTS  | 10            | 28 agosto 1946    | Public Service Ballpark, Camden, New Jersey, U.S.        |                                                                 |
| 52 | Vittoria  | 41–9–2  | Tommy Gómez       | TKO  | 3 (10)        | 16 agosto 1946    | Madison Square Garden, New York City, New York, U.S.     |                                                                 |
| 51 | Vittoria  | 40–9–2  | Lee Oma           | UD   | 10            | 24 maggio 1946    | Madison Square Garden, New York City, New York, U.S.     |                                                                 |
| 50 | Vittoria  | 39–9–2  | Al Blake          | TKO  | 4 (10)        | 20 marzo 1946     | Convention Hall, Camden, New Jersey, U.S.                |                                                                 |
| 49 | Vittoria  | 38–9–2  | Jimmy Bivins      | SD   | 10            | 25 febbraio 1946  | Cleveland Arena, Cleveland, Ohio, U.S.                   |                                                                 |
| 48 | Vittoria  | 37–9–2  | Johnny Allen      | KO   | 3 (10)        | 30 gennaio 1946   | Convention Hall, Camden, New Jersey, U.S.                |                                                                 |
| 47 | Vittoria  | 36–9–2  | Curtis Sheppard   | KO   | 10 (10)       | 10 dicembre 1945  | Coliseum, Baltimore, Maryland, U.S.                      |                                                                 |
| 46 | Vittoria  | 35–9–2  | Lee Q. Murray     | DQ   | 9 (10)        | 12 novembre 1945  | Coliseum, Baltimora, Maryland, U.S.                      | Murray squalificato per inattività                              |
| 45 | Vittoria  | 34–9–2  | Steve Dudas       | TKO  | 5 (10), 1:50  | 23 ottobre 1945   | Paterson, New Jersey, U.S.                               |                                                                 |
| 44 | Vittoria  | 33–9–2  | Johnny Denson     | KO   | 2 (10), 1:06  | 20 settembre 1945 | Convention Hall, Camden, New Jersey, U.S.                |                                                                 |
| 43 | Vittoria  | 32–9–2  | Joe Baksi         | PTS  | 10            | 2 agosto 1945     | Convention Hall, Camden, New Jersey, U.S.                |                                                                 |
| 42 | Vittoria  | 31–9–2  | Johnny Allen      | PTS  | 8             | 15 marzo 1945     | Convention Hall, Camden, New Jersey, U.S.                |                                                                 |
| 41 | Vittoria  | 30–9–2  | Austin Johnson    | PTS  | 6             | 22 febbraio 1945  | Convention Hall, Camden, New Jersey, U.S.                |                                                                 |
| 40 | Sconfitta | 29–9–2  | Johnny Allen      | PTS  | 8             | 25 gennaio 1945   | Convention Hall, Camden, New Jersey, U.S.                |                                                                 |
| 39 | Vittoria  | 29–8–2  | Jackie Saunders   | TKO  | 2 (8)         | 11 gennaio 1945   | Convention Hall, Camden, New Jersey, U.S.                |                                                                 |
| 38 | Vittoria  | 28–8–2  | Ellis Singleton   | KO   | 3 (8)         | 28 giugno 1944    | Batesville AC, Haddonfield, New Jersey, U.S.             |                                                                 |
| 37 | Vittoria  | 27–8–2  | Felix Del Paoli   | PTS  | 8             | 7 giugno 1944     | Batesville AC, Haddonfield, New Jersey, U.S.             |                                                                 |
| 36 | Vittoria  | 26–8–2  | Abe Simon         | KO   | 6 (8), 2:32   | 12 febbraio 1940  | Laurel Garden, Newark, New Jersey, U.S.                  |                                                                 |
| 35 | Vittoria  | 26–7–2  | Tiger Red Lewis   | TKO  | 6 (8)         | 19 gennaio 1940   | Cambria AC, Filadelfia, Pennsylvania, U.S.               |                                                                 |
| 34 | Vittoria  | 25–7–2  | Curtis Sheppard   | PTS  | 8             | 18 novembre 1939  | Rockland Palace, New York City, New York, U.S.           |                                                                 |
| 33 | Vittoria  | 24–7–2  | Al Boros          | PTS  | 8             | 14 agosto 1939    | Meadowbrook Bowl, Newark, New Jersey, U.S.               |                                                                 |
| 32 | Vittoria  | 23–7–2  | Bob Tow           | PTS  | 8             | 23 dicembre 1938  | 114th Infantry Regiment Armory, Camden, New Jersey, U.S. |                                                                 |
| 31 | Sconfitta | 22–7–2  | Roy Lazer         | PTS  | 8             | 14 giugno 1938    | Fairview Arena, Camden, New Jersey, U.S.                 |                                                                 |
| 30 | Sconfitta | 22–6–2  | Tiger Jack Fox    | PTS  | 10            | 10 maggio 1938    | Convention Hall, Camden, New Jersey, U.S.                |                                                                 |
| 29 | Vittoria  | 22–5–2  | Lorenzo Pack      | KO   | 4 (8)         | 12 aprile 1938    | Convention Hall, Camden, New Jersey, U.S.                |                                                                 |
| 28 | Vittoria  | 21–5–2  | Art Sykes         | KO   | 4 (8)         | 25 marzo 1938     | Cambria AC, Filadelfia, Pennsylvania, U.S.               |                                                                 |
| 27 | Vittoria  | 20–5–2  | Jim Whitest       | PTS  | 8             | 20 gennaio 1938   | Olympia AC, Filadelfia, Pennsylvania, U.S.               |                                                                 |
| 26 | Vittoria  | 19–5–2  | Freddie Fiducia   | PTS  | 8             | 10 gennaio 1938   | Philadelphia Arena, Filadelfia, Pennsylvania, U.S.       |                                                                 |
| 25 | Sconfitta | 18–5–2  | George Brothers   | PTS  | 8             | 9 ottobre 1937    | Rockland Palace, New York City, New York, U.S.           |                                                                 |
| 24 | Vittoria  | 18–4–2  | Elmer Ray         | KO   | 3 (6), 0:43   | 25 settembre 1937 | Rockland Palace, New York City, New York, U.S.           |                                                                 |
| 23 | Vittoria  | 17–4–2  | Joe Lipps         | KO   | 2 (8)         | 3 settembre 1937  | Garden Pier, Atlantic City, New Jersey, U.S.             |                                                                 |
| 22 | Sconfitta | 16–4–2  | Tiger Jack Fox    | KO   | 8 (10), 2:24  | 22 maggio 1937    | Rockland Palace, New York City, New York, U.S.           |                                                                 |
| 21 | Sconfitta | 16–3–2  | Billy Ketchell    | PTS  | 10            | 1 settembre 1936  | Pennsauken, New Jersey                                   |                                                                 |
| 20 | Vittoria  | 16–2–2  | Carmen Passarella | PTS  | 8             | 1 agosto 1936     | Convention Hall, Camden, New Jersey, U.S.                |                                                                 |
| 19 | Pareggio  | 15–2–2  | Billy Ketchell    | PTS  | 10            | 14 giugno 1936    | Template:Small                                           |                                                                 |
| 18 | Vittoria  | 15–2–1  | Phil Johnson      | TKO  | 3 (6), 1:12   | 22 giugno 1936    | Shibe Park, Filadelfia, Pennsylvania, U.S.               |                                                                 |
| 17 | Vittoria  | 14–2–1  | Louis LePage      | KO   | 3 (6), 1:06   | 16 giugno 1936    | Coney Island Velodrome, New York, New York, U.S.         |                                                                 |
| 16 | Pareggio  | 13–2–1  | Billy Ketchell    | PTS  | 10            | 4 giugno 1936     | Convention Hall, Camden, New Jersey, U.S.                |                                                                 |
| 15 | Vittoria  | 13–2    | Joe Colucci       | KO   | 4 (10)        | 28 aprile 1936    | Convention Hall, Camden, New Jersey, U.S.                |                                                                 |
| 14 | Vittoria  | 12–2    | Willie Reddish    | PTS  | 8             | 16 marzo 1936     | Philadelphia Arena, Filadelfia, Pennsylvania, U.S.       |                                                                 |
| 13 | Sconfitta | 11–2    | Al Ettore         | KO   | 8 (10), 1:18  | 21 gennaio 1936   | Convention Hall, Camden, New Jersey, U.S.                |                                                                 |
| 12 | Vittoria  | 11–1    | Roxie Allen       | KO   | 8 (8), 1:06   | 26 novembre 1935  | Convention Hall, Camden, New Jersey, U.S.                |                                                                 |
| 11 | Vittoria  | 10–1    | Al King           | KO   | 1 (8), 1:29   | 29 ottobre 1935   | Convention Hall, Camden, New Jersey, U.S.                |                                                                 |
| 10 | Vittoria  | 9–1     | Pat Roland        | KO   | 4 (8)         | 1 ottobre 1935    | Convention Hall, Camden, New Jersey, U.S.                |                                                                 |
| 9  | Vittoria  | 8–1     | Lew Alva          | KO   | 1 (8)         | 27 agosto 1935    | Arena, Pennsauken, New Jersey, U.S.                      |                                                                 |
| 8  | Vittoria  | 7–1     | Al Lang           | KO   | 1 (6)         | 21 maggio 1935    | Convention Hall, Camden, New Jersey, U.S.                | Data esatta incerta                                             |
| 7  | Sconfitta | 6–1     | Henry Taylor      | PTS  | 6             | 16 novembre 1933  | New Broadway AC, Filadelfia, Pennsylvania, U.S.          |                                                                 |
| 6  | Vittoria  | 6–0     | Henry Taylor      | TKO  | 1 (6), 1:16   | 28 luglio 1933    | Pennsauken, New Jersey, U.S.                             |                                                                 |
| 5  | Vittoria  | 5–0     | Bob Norris        | KO   | 1 (6)         | 5 maggio 1933     | Camden, New Jersey, U.S.                                 | Data esatta incerta                                             |
| 4  | Vittoria  | 4–0     | Carl Mays         | KO   | 2 (6)         | Apr 20, 1931      | Waltz Dream Arena, Atlantic City, New Jersey, U.S.       |                                                                 |
| 3  | Vittoria  | 3–0     | Frank Mitchell    | TKO  | 4 (6)         | 24 ottobre 1930   | Convention Hall, Camden, New Jersey, U.S.                |                                                                 |
| 2  | Vittoria  | 2–0     | Jimmy O'Toole     | TKO  | 4 (6)         | 10 ottobre 1930   | Convention Hall, Camden, New Jersey, U.S.                |                                                                 |
| 1  | Vittoria  | 1–0     | Eddie Wallace     | KO   | 1 (6)         | 9 settembre 1930  | Ice Arena, Vineland, New Jersey, U.S.                    | Debutto da professionista                                       |